# America (The Book)
Pour les articles homonymes, voir America.
America (The Book): A Citizen's Guide to Democracy Inaction (« America (Le Livre) : Un guide citoyen pour l'inaction démocratique ») est un livre satirique écrit en 2004 par l'humoriste américain Jon Stewart et les scénaristes du Daily Show. Il parodie la politique et la vision américaine du monde. Il a également remporté plusieurs distinctions, et généré un peu de controverse.
Une Teacher's Edition est publiée en 2006, qui met à jour les informations du livre original concernant notamment les juges de la Cour suprême des États-Unis, ainsi qu'un fact checking de la part de Stanley K. Schultz, professeur émérite à l'Université du Wisconsin à Madison qui corrige en rouge les « erreurs » satiriques de l'édition originale.

## Sommaire
- Study Guide
- Foreword: by Thomas Jefferson
- Ch. 1: Democracy Before America
- Ch. 2: The Founding of America
- Ch. 3: The President: King of Democracy
- Ch. 4: Congress: Quagmire of Freedom
- Ch. 5: The Judicial Branch: It Rules
- Ch. 6: Campaigns and Elections: America Changes the Sheets
- Ch. 7: The Media: Democracy's Guardian Angels (retitled two pages later as "The Media: Democracy's Valiant Vulgarians")
- Ch. 8: The Future of Democracy: Four Score and Seven Years from Now
- Ch. 9: The Rest of the World: International House of Horrors
- Afterword
- Acknowledgments
- Credits
- Election 2004 (unlisted bonus section, not included in post-election printings)